# Global Challenges Foundation
Global Challenges Foundation là một tổ chức phi lợi nhuận của Thụy Điển nhằm nâng cao nhận thức về rủi ro thảm khốc toàn cầu và quản trị toàn cầu cần thiết để xử lý các rủi ro này. Điều này bao gồm kiểm tra các mô hình cải cách Liên Hợp Quốc, cũng như khởi xướng các ý tưởng mới cho việc quản trị toàn cầu hoạt động hiệu quả. Nó được thành lập vào năm 2012 với sự đóng góp của tỷ phú người Hungary László Szombatfalvy, hiện sống ở Thụy Điển.

## Trụ sở
Global Challenges Foundation có trụ sở tại Stockholm. Các thành viên hội đồng quản trị bao gồm Johan Rockström, cựu Giám đốc điều hành của Quỹ AP thứ tư, Mats Andersson, giáo sư Folke Tersman. Tài sản của quỹ chủ yếu bao gồm một khoản quyên góp từ László Szombatfalvy, khoảng một nửa tài sản của ông ta vào thời điểm đó - khoảng 500 triệu đồng kronor Thụy Điển.

## Nhận thức về rủi ro
Tổ chức Global Challenges Foundation đang nỗ lực nâng cao nhận thức về các rủi ro thảm họa toàn cầu, hiện chủ yếu là biến đổi khí hậu, suy thoái môi trường  và bạo lực chính trị tập trung vào vũ khí hủy diệt hàng loạt. Để thực hiện điều này ở cả cấp độ công cộng và ra quyết định, GCF đang hợp tác chặt chẽ với một số tổ chức, bao gồm Viện Tương lai của Nhân loại tại Đại học Oxford.
Một dự án khác liên quan đến rủi ro được thúc đẩy bởi Global Challenges Foundation, cùng với Earth League, là Earth Statement. Lời kêu gọi nhằm giảm khoảng cách giữa khoa học và chính trị, và đã đưa ra tám điểm mà các nhà ra quyết định của thế giới cần phải đồng ý để đạt được thỏa thuận khí hậu thành công tại COP21. Earth Statement đã được ký bởi Al Gore, Desmond Tutu, Mo Ibrahim, Richard Branson, Arianna Huffington, Gro Harlem Brundtland, Yuan T. Lee và Mary Robinson.
Global Challenges Foundation đã hỗ trợ Trường Kinh tế Stockholm cho một khóa học mới - Thách thức Toàn cầu. Khóa học được bao gồm trong chương trình Cử nhân Kinh doanh và Kinh tế.
Global Challenges Foundationthực hiện các khảo sát rủi ro quốc tế  và xuất bản các báo cáo hàng năm về rủi ro toàn cầu, xen kẽ với các báo cáo hàng quý  xem xét các khía cạnh khác nhau của rủi ro thảm họa toàn cầu và quản trị toàn cầu. Ví dụ, báo cáo thường niên năm 2016 ước tính rằng một người Mỹ trung bình có nguy cơ tử vong cao hơn năm lần trong một sự kiện tuyệt chủng của con người so với trong một vụ tai nạn xe hơi. Báo cáo năm 2017 nhấn mạnh một loạt các chủ đề liên quan đến an ninh, trong đó có biến đổi khí hậu và kết luận rằng sự nóng lên toàn cầu có khả năng cao để kết thúc nền văn minh.

## Giải thưởng The New Shape
Vào tháng 11 năm 2016, Global Challenges Foundation đã phát động Giải thưởng Global Challenges Foundation - The New Shape, một cuộc thi quốc tế kêu gọi mọi người về học thuật, chính trị, kinh doanh và xã hội dân sự trên toàn thế giới cho các đề xuất phác thảo mô hình quản trị toàn cầu mới. Nhiều giải thưởng với tổng trị giá 5 triệu đô la đã được trao, trong đó giải thưởng nhất nhận được ít nhất 1 triệu đô la. Quỹ sau đó sẽ nỗ lực trở lại để đưa các ý tưởng chiến thắng hướng tới thực hiện. Lễ trao giải dự kiến sẽ diễn ra vào cuối tháng 5 năm 2018 tại Stockholm.